# 進化倫理学
進化倫理学（しんかりんりがく、英: Evolutionary ethics）は、進化論が我々の倫理あるいは道徳理解にどのように影響を与えるかを探求する研究領域である。進化倫理学によって調査される問題の範囲は非常に広い。進化倫理学の支持者は、それが記述倫理学、規範倫理学、そしてメタ倫理学の領域で重要な意味を持つと主張している。
規範的進化倫理学は、進化が人間の心理と行動を形成するとされる役割に基づいて道徳に対する生物学的アプローチを含んでいる。そのようなアプローチは、進化心理学、社会生物学、あるいは動物行動学といった科学分野に基づいている可能性があり、人間の特定の道徳的行動、能力、傾向を進化論で用いられる言葉で説明しようとする。例えば、近親相姦が道徳的に間違っているというほぼ普遍的な信念は、人間の生存を進めた進化的適応として説明される場合がある。
それに対して、規範的進化倫理学は、道徳的行動を説明するのではなく、特定の規範的倫理理論や主張を正当化したり否定しようとする。例えば、規範的進化倫理学の一部の支持者は、進化論が人間が他の動物に対する道徳的優越性という広く保持されている観点を揺るがすと主張している。
進化メタ倫理学は、進化論が倫理的な議論の理論、客観的な道徳価値が存在するかどうかの問い、そして客観的な道徳的知識の可能性にどのように影響を与えるかを問う。例えば、一部の進化倫理学者は、道徳的非実在論（大まかに言って、客観的な道徳的事実が存在しないという主張）や道徳的懐疑論を擁護するために進化論を引き合いに出している。

## 歴史
進化と倫理との間の関連性を探る最初の注目すべき試みは、チャールズ・ダーウィンの『人間の進化と性淘汰』（1871）において行われた。その作品の第4章と第5章で、ダーウィンは人間と動物との間に絶対的なギャップがないことを示すために、人間の道徳の起源を説明しようと試みた。ダーウィンは、洗練された道徳感覚、すなわち良心が、我々が社会的な動物としての自然に根ざした社会的本能から始まる自然な進化過程を通じて発展していった方法を示そうとした。

ダーウィンの「人間の進化」の出版後間もなく、進化倫理学は社会ダーウィニズムという形で、非常に異なる―そして遙かに疑わしい―方向に転じた。ハーバート・スペンサーやウィリアム・グラハム・サムナーのような主要な社会ダーウィニストは、生物学的進化の教訓を社会や政治生活に適用しようと試みた。彼らは自然界と同様に、競争的な闘争と「適者生存」の過酷な過程を通じて進歩が起こると考え、人間の進歩が発生するのは、政府が無制限の商業的な競争を許可し、社会福祉法による「弱者」や「不適者」の保護をしないように努めた場合だけだろうと主張した。トマス・ハクスリー、G. E. ムーア、ウィリアム・ジェームズ、チャールズ・サンダース・パース、そしてジョン・デューイなどの批評家は、ダーウィニズムから倫理的および政治的教訓を引き出す試みを全面的に批判し、20世紀の初頭の数十年間に、社会ダーウィニズムは広く否認されていたと見なされていた。例えば、トマス・ハクスリーは1893年に『進化と倫理』で倫理感情が進化したと認めたが、それが道徳の基盤となっていることは次のように否定した。
「進化的倫理」と呼ばれる概念の提唱者は、「倫理の進化」が彼らの考察の対象をうまく表現するといういくつかのちょっとした事実と、いくつかの堅実な議論を提示する。私は彼らが正しく、私の側にいることを疑わない。不道徳な感情は確かには進化して、そうではないものと同じくらい一般的に見られる。泥棒と殺人者は慈善事業家と同じくらい頻繁に見られる。普遍的な進化という概念は、人の善と悪の傾向がどのように生まれたかについて我々に教えるかも知れない。しかし、なぜ我々が善と呼ぶものが悪と呼ぶものよりも好ましいかについて、いかなる理由も提供することができない。
ハクスリーの論評はそれ以前にデイヴィッド・ヒュームが論じた「である－べきであるの混同」に関連する。そしてG.E.ムーアは自然主義的誤謬として発展させた。
進化倫理学の現代的な復活は、E. O. ウィルソンの1975年の著書である『社会生物学』に大いに負っている。その著書の中で、ウィルソンは人間や非人間の社会的行動の幅広い範囲に遺伝的基盤があると主張する。近年の数十年間で、進化倫理学は科学的なサークルと哲学的なサークルの両方で活発な議論の話題となっているである。

## 分析哲学
1986年に生物哲学者マイケル・ルースは倫理感情の根源として進化の役割を次のようにまとめた。
我々の道徳観念、我々の利他的な本性は適応－生存と繁殖の努力を助ける形質－であり、手や眼、歯、足と同様である。それは我々に協力を起こさせ、行き当たりばったりな行動の落とし穴や完璧に合理的な脳を作るコストを回避できる費用対効果の優れた方法である。
科学をメタ倫理学に適用するときには次のように述べた。
ある意味で...進化論者の主張は、倫理が個体の繁殖を促進するために自然選択によって形作られ維持されている人類の集合的な幻想であるということである。...倫理は幻想的だ。倫理感は私たちに、それには客観的な基準があると思い込ませる。これが生物学的見解の要点である。

## 規範的進化倫理学
最も広く受け入れられている形の進化倫理学は、規範的進化倫理学である。規範的進化倫理学は、各種の道徳的現象を完全にまたは部分的に遺伝的な観点から説明しようとする。取り上げられる倫理的なテーマには、利他的行動、保全倫理、公正感覚の本能、規範的な指導力、親切や愛の感情、自己犠牲、近親相姦回避、親の世話、グループ内の忠誠、一夫一婦制、競争に関連した感情、報復、道徳的「不正行為」、そして偽善が含まれる。
進化心理学における重要な問題は、人間も非人間も含む利他的な感情と行動がどのように進化したか、そして自然選択の過程が種の環境における変化に対してより適応する遺伝子のみを時間と共に増やすものであるときである。これを解決するための理論には、血縁選択、群選択、相互利他主義（直接的なものも間接的なものも、そして社会全体の規模でのものも）、そして包括的適応度が含まれる。規範的進化倫理学者たちはまた、さまざまなタイプの道徳現象が、直接の適応利益のために進化した適応であるべきか、または適応行動の副産物として進化した二次的なものであるべきかについても議論している。

## 進化メタ倫理学
進化論は我々に何が道徳的に正しいか、間違っているかを教えることはできないかもしれないが、それは我々の道徳的言語の使用、あるいは客観的な道徳的事実の存在や道徳的知識の可能性に疑問を投げかけることに照らすことができる。進化倫理学者であるマイケル・ルース、E. O. ウィルソン、リチャード・ジョイス、そしてシャロン・ストリートは、このような主張を擁護している。
進化メタ倫理学を支持する一部の哲学者は、それを使って、アリストテレス的目的論、または人間の繁栄の他の目的指向の説明に依存する人間の幸福観を脅かす。多くの思想家が、道徳的実在論を論駁するか、道徳的懐疑論を支持するために進化論に訴えてきた。シャロン・ストリートは、進化心理学が道徳的実在論を否定すると主張する著名な倫理学者である。ストリートによれば、人間の道徳的意思決定は「進化の影響に完全に浸透」している。彼女が主張するように、自然選択は、適応性を向上させる道徳的傾向を報酬し、道徳的真実を追跡するものではない、もしそれが存在するならば。生存と繁殖だけを目指す「道徳的に盲目」な倫理的特性が、独立した道徳的真理と密接に一致することは、非常に珍しくあり得ない偶然である。したがって、我々の道徳的信念が客観的な道徳的真実を正確に追跡していると確信することはできない。したがって、実在論は我々に道徳的懐疑論を抱くことを強いる。そのような懐疑論は、ストリートが主張するように、不合理である。だから我々は実在論を拒否し、代わりに理性的に正当化された道徳的信念を可能にする何らかの反実在論の視点を受け入れるべきである。
道徳的実在論の擁護者たちは二つの種類の反論を提示している。一つは、進化した道徳的反応が道徳的真理から大きく逸脱する可能性を否定するものである。例えばデイビッド・コップによれば、進化は社会の平和、調和、協力を促進する道徳的反応を好む。しかし、これらの品質こそが、客観的な道徳的真理のどんな合理的な理論の核心にも存在するものである。したがって、ストリートが主張する「ジレンマ」、すなわち進化を否定するか道徳的懐疑論を受け入れるか、というのは偽の選択である。
ストリートへの二つ目の反応は、道徳がストリートが主張するほど進化の影響に「浸透」していると否定するものである。例えば、ウィリアム・フィッツパトリックは「我々の道徳的信念の多くの内容に対する進化的影響が大きいとしても、我々の道徳的信念の多くが部分的に（あるいは場合によっては全体的に）自律的な道徳的反省と推理によって得られる可能性が残っている、まさに我々の数学的、科学的、哲学的な信念と同じように」と主張している。 文化間や歴史的な時期を超えて道徳規範が大きく異なることは、道徳がストリートが主張するように遺伝的要素によって広範に形成されている場合には説明が難しい。
道徳的実在論を否定するために進化倫理学者がよく使うものの一つは、進化心理学の成功が人間の倫理的反応を説明することで、「道徳的真理」という概念が「説明の余剰」となると主張するものである。例えば、親が自然に子供を愛し、世話をする理由を純粋に進化の用語で完全に説明できるならば、説明のために「スプーキーな」実在論的道徳真理を引き合いに出す必要はない。したがって、理論的な単純さの観点から、このような真理の存在を想定するべきではなく、代わりに客観的な道徳真理への広く共有された信念を「私たちがお互いに協力するように（つまり、我々の遺伝子が生き残るために）遺伝子が私たちに課した幻影」と説明すべきである。
ダーウィニズムと道徳的実在論を組み合わせても、認識論において受け入れられない結果をもたらすわけではない。非規範的に同一の二つの世界が、規範的には異なることはない。我々のような世界において、規範的な性質の実現は形而上学的に可能である。道徳感覚の系統発生的な採用は、倫理的規範から独立し、客観的な真理値を奪うわけではない。一般的な理論原理と並行して存在し、それ自体は不変であり、調査中に発見される。倫理的なア・プリオリな認識は、他のア・プリオリな知識が利用可能な範囲で肯定される。同様の状況を詳細に検討すると、発展途上の心は、確定的な法則に従う理想化されたモデルを考察した。社会関係では、相互に受け入れられる行動が習得された。競争者間の競争における協力的な解決策は、ナッシュ均衡によって示される。この行動パターンは、慣習的（形而上学的に構築的）なものではなく、力学における力または運動量の均衡と同様の客観的な関係を表す。

## 関連文献
- Curry, O. (2006). Who's afraid of the naturalistic fallacy? Evolutionary Psychology, 4, 234–247. en:Template:usurped
- Dawkins, Richard (1976). The Selfish Gene. ISBN 1-155-16265-X
- Duntley, J.D., & Buss, D.M. (2004). The evolution of evil. In A. Miller (Ed.), The social psychology of good and evil. New York: Guilford. 102–123. Full text
- Hauser, Marc (2006). Moral Minds（英語版）. ISBN 0-06-078070-3
- Hare, D., Blossey, B., & Reeve, H.K. (2018) Value of species and the evolution of conservation ethics. Royal Society Open Science, 5 (11). https://doi.org/10.1098/rsos.181038. Full text
- Huxley, Julian. Evolutionary Ethics 1893-1943. Pilot, London. In USA as Touchstone for ethics Harper, N.Y. (1947) [includes text from both T.H. Huxley and Julian Huxley]
- Katz, L. (Ed.) Evolutionary Origins of Morality: Cross-Disciplinary Perspectives Imprint Academic, 2000 ISBN 0-907845-07-X
- Kitcher, Philip (1995) "Four Ways of "Biologicizing" Ethics" in Elliott Sober (ed.) Conceptual Issues in Evolutionary Biology, The MIT Press
- Kitcher, Philip (2005) "Biology and Ethics" in David Copp (ed.) The Oxford Handbook of Ethical Theory, Oxford University Press
- Krebs, D. L. & Denton, K. (2005). Toward a more pragmatic approach to morality: A critical evaluation of Kohlberg's model. Psychological Review（英語版）, 112, 629–649. Full text
- Krebs, D. L.  (2005). An evolutionary reconceptualization of Kohlberg's model of moral development. In R. Burgess & K. MacDonald (Eds.) Evolutionary Perspectives on Human Development, (pp. 243–274). CA: Sage Publications. Full text
- Mascaro, S., Korb, K.B., Nicholson, A.E., Woodberry, O. (2010). Evolving Ethics: The New Science of Good and Evil. Exeter, UK: Imprint Academic.
- Richerson, P.J. & Boyd, R. (2004). Darwinian Evolutionary Ethics: Between Patriotism and Sympathy. In Philip Clayton and Jeffrey Schloss, (Eds.), Evolution and Ethics: Human Morality in Biological and Religious Perspective, pp. 50–77. Full text ISBN 0-8028-2695-4
- Ridley, Matt (1996). The Origins of Virtue（英語版）. Viking. ISBN 0-14-026445-0
- Ruse, Michael (January 1993). “The New Evolutionary Ethics”. In Nitecki, Matthew H.; Nitecki, Doris V.. Evolutionary Ethics. Albany: State University of New York. 1993. ISBN 0-7914-1499-X
- Shermer, Michael (2004). The Science of Good and Evil: Why People Cheat, Gossip, Care, Share, and Follow the Golden Rule（英語版）. New York: Henry Holt and Company（英語版）. ISBN 0-8050-7520-8
- Teehan, J. & diCarlo, C. (2004). On the Naturalistic Fallacy: A conceptual basis for evolutionary ethics. Evolutionary Psychology, 2, 32–46. en:Template:usurped
- de Waal, Frans (1996). Good Natured: The Origins of Right and Wrong in Humans and Other Animals（英語版）. London: Harvard University Press. ISBN 0-674-35660-8
- Walter, A. (2006). The anti-naturalistic fallacy: Evolutionary moral psychology and the insistence of brute facts. Evolutionary Psychology, 4, 33–48. en:Template:usurped
- Wilson, D. S., E. Dietrich, et al. (2003). On the inappropriate use of the naturalistic fallacy in evolutionary psychology. Biology and Philosophy 18: 669–682. Full text
- Wilson, D. S. (2002). Evolution, morality and human potential. Evolutionary Psychology: Alternative Approaches. S. J. Scher and F. Rauscher, Kluwer Press: 55-70 Full text
- Wilson, E. O. (1979). On Human Nature（英語版）. ISBN 0-671-54130-7
- Wright, Robert (1995). The Moral Animal（英語版）. ISBN 0-679-40773-1

### 日本語
- 内井惣七著 進化論と倫理

### 英語
- The Evolution of Ethics: An Introduction to Cybernetic Ethics by S. E. Bromberg
- Evolutionary Ethics at the Internet Encyclopedia of Philosophy
- Morality and Evolutionary Biology at the Stanford Encyclopedia of Philosophy